# The Wind That Shakes the Barley
The Wind That Shakes the Barley (bra: Ventos da Liberdade; prt: Brisa de Mudança) é um filme irlando-suíço-franco-hispano-ítalo-germano-britânico de 2006, do gênero drama bélico-histórico, dirigido por Ken Loach, com roteiro de Paul Laverty.
O filme conquistou a Palma de Ouro do Festival de Cannes de 2006.

## Sinopse
Em 1920, trabalhadores irlandeses se reúnem para combater as tropas britânicas, que tentam impedir a independência do país.

## Elenco
- Cillian Murphy .... Damien
- Padraic Delaney .... Teddy
- Liam Cunningham .... Dan
- Gerard Kearney .... Donnacha
- William Ruane .... Gogan
- Roger Allam .... Sir John Hamilton
- Laurence Barry .... Micheail
- Frank Bourke .... Leo
- John Crean .... Chris
- Máirtín de Cógáin .... Sean
- Orla Fitzgerald .... Sinead
- Myles Horgan .... Rory
- Damien Kearney .... Finbar
- Martin Lucey .... Congo
- Shane Nott .... Ned
- Siobhan Mc Sweeney .... Julia
- Sean McGinley .... padre
- Antony Byrne .... interrogador

## Prêmios e indicações
| Evento/prêmio           | Categoria                    | Recipiente                   | Resultado |
| ----------------------- | ---------------------------- | ---------------------------- | --------- |
| Festival de Cannes 2006 | Palma de Ouro (melhor filme) | Palma de Ouro (melhor filme) | Venceu    |
| Prêmios Goya 2007       | Melhor filme europeu         | Melhor filme europeu         | Indicado  |